# San Gratiliano
Gratiliano (Falerii Novi, III secolo – Falerii Novi, 12 agosto 269) è stato un giovane cristiano che subì il martirio durante la persecuzione di Diocleziano del 269 è venerato come santo dalla Chiesa cattolica, considerato patrono di Bassano Romano e dell'Azione Cattolica diocesana di Civita Castellana.

## Agiografia
Gratiliano visse nell'Impero Romano, all'epoca della Tetrarchia, ovvero il governo di quattro imperatori, voluto dall'imperatore Diocleziano per meglio gestire il governo e la difesa degli immensi confini dell'Impero, dove premevano tribù germaniche di barbari. Gratiliano era il figlio di una nobile famiglia di Falerii Novi, il padre di Gratiliano si chiamava Massimiano ed era amico del governatore della città. Amico di Lanno, protettore di Vasanello, Gratiliano fu da questi aperto alla religione cristiana e successivamente all'insaputa dei genitori si fece battezzare da Eutizio, l'Apostolo della Tuscia. Tuttavia quella era l'epoca in cui infierivano le persecuzioni ordinate dall'imperatore Diocleziano, che miravano a restaurare l'unità religiosa dell'Impero, ove si andavano diffondendo il Cristianesimo e i culti orientali come quello di Mitra. Scoperto dai genitori e dal governatore della città, a Gratiliano fu chiesto di rinunciare alla sua fede, ma questi rifiutò, nonostante le suppliche dei genitori. Fu quindi arrestato e portato al tribunale per i primi interrogatori, successivamente fu gettato in carcere. Tuttavia, data la sua dignità di patrizio, non poteva essere giudicato come un comune plebeo, in quanto i processi contro gli aristocratici erano intentati dall'imperatore in persona. Il governatore di Falerii scrisse quindi una lettera all'imperatore, chiedendo consigli sul da farsi e questi rispose che se il ragazzo non rinnegava la sua religione doveva essere processato e mandato a morte. Nel frattempo, in carcere, Gratiliano aveva convertito e battezzato Felicissima, una fanciulla nata cieca, a cui, secondo la tradizione devozionale, avrebbe miracolosamente donato la vista. In carcere Gratiliano ricevette la visita dei genitori e di altri conoscenti, che cercarono in ogni modo di fargli rinnegare il Cristianesimo per salvargli la vita, ma egli rifiutò sempre. Venne poi il giorno del processo e visto che sia Gratiliano che Felicissima non rinnegavano la propria fede, il governatore dette l'ordine ai soldati di frantumare loro i denti con delle pietre, e poi li condannò a morte.
Il 12 agosto 269, sulle rive del torrente" Rio Purgatorio ", tra Falerii Novi (nei pressi di Fabrica di Roma) e Falerii Veteres (oggi Civita Castellana), Gratiliano e Felicissima furono decapitati, ove ancora oggi vi è una sorgente detta di San Gratiliano. In quello stesso anno cessarono le persecuzioni, e il governatore, accusato di corruzione, fu condannato a morte a Roma. 
Secondo la tradizione devozionale, tre giorni dopo la morte, nel cuore della notte, Gratiliano sarebbe comparso ai suoi genitori insieme a Felicissima, annunciando la prossima morte del governatore di Falerii.

## Culto
I credenti di Bassano Romano, riconoscenti a Gratiliano, in quanto convinti che avesse preso il paese sotto la sua protezione, eressero la chiesa in suo onore nel 1546. Da allora san Gratiliano e la sua immagine sono diventati il simbolo religioso della città e i credenti Bassanesi lo festeggiano ancora ogni anno il 12 agosto, giorno del suo martirio. È patrono dell'Azione Cattolica diocesana di Civita Castellana, proclamato dal vescovo Roberto Massimiliani il 15 settembre 1951.

### Leggende devozionali legate a Bassano Romano
Nel 1489 Gratiliano sarebbe comparso a un eremita, custode della chiesa di Capranica, dove la testa di Gratiliano stesso era conservata, ordinandogli di portare la reliquia a Bassano Romano. Giunto a Bassano con l'urna contenente la testa, questa si sarebbe aperta e la testa sarebbe rimbalzata sul terreno, finendo nel luogo dove oggi sorge l'omonima chiesa a lui dedicata.
È usanza, per i devoti del Santo, recarsi nella chiesa madre per offrire i propri omaggi baciando una simbolica testa di bronzo che rappresenta la reliquia.